# Benvenuta Boiani
Benvenuta Boiani (Cividale del Friuli, 4 maggio 1255 – Cividale del Friuli, 30 ottobre 1292) è stata una religiosa italiana.
Vergine del Terz'Ordine della penitenza di San Domenico, il suo culto come beata è stato confermato da papa Clemente XIII nel 1765.

## Biografia
Ultima delle sette figlie di Corrado e Albertina di Buttinico, entrò nel terz'ordine secolare domenicano e si dedicò a una vita di preghiera e penitenza. Caduta malata, rimase immobile a letto per cinque anni e, guarita, si recò in pellegrinaggio sulla tomba di san Domenico a Bologna.
Tornata in patria, continuò la sua vita di rigida ascesi. Morì a Cividale del Friuli nel 1292.

## Il culto
Fu sepolta a Cividale nella chiesa di San Domenico, dove si trovava il sepolcro della sua famiglia. Nel 1447 si tentò, senza successo, una ricognizione delle reliquie, ma il suo corpo non fu trovato. La chiesa di San Domenico fu demolita nel 1807.
Papa Clemente XIII, con decreto del 6 febbraio 1765, ne confermò il culto con il titolo di beato.
Il suo elogio si legge nel Martirologio romano al 30 ottobre.